# Lucanus placidus
Lucanus placidus (лат.) — северо-американский жук рода Lucanus из семейства рогачей.

## Описание
Жуки размером 19—32 мм, Мандибулы относительно небольшого размера, у самцов с несколькими зубцами, у самок — с одним. От тёмного красно-коричневого до чёрного цвета. Самки этого вида похожи на Lucanus capreolus, но более тёмного цвета, конечности однотонные, без светло-коричневых отметин.

## Ареал
Lucanus placidus обитает в Канаде и США, распространён от Онтарио, Миннесоты и Небраски на севере до Северной Каролины и Техаса на юге.

## Местообитание
Предпочитает участки с песчаными почвами.

## Особенности биологии
Лёт жуков приходится на весну и раннее лето — в мае—июле в зависимости от региона ареала. Прилетают на источники искусственного света.